# Larinia tucuman
Larinia tucuman är en spindelart som beskrevs av Harrod, Levi och Laura B. Leibensperger 1991. Larinia tucuman ingår i släktet Larinia och familjen hjulspindlar. Inga underarter finns listade i Catalogue of Life.